# Federazione pallavolistica di São Tomé e Príncipe
La Federazione saotomense di pallavolo (por. Federação Santomense de Voleibol, FSV) è un'organizzazione fondata per governare la pratica della pallavolo a São Tomé e Príncipe.
Organizza il campionato maschile e femminile, e pone sotto la propria egida la nazionale maschile e femminile.
Ha aderito alla FIVB nel 1984.